# Supercopa de Europa 2018
La Supercopa de Europa 2018 fue la 43.ª edición de la Supercopa de Europa y tuvo lugar el 15 de agosto de 2018 en el A. Le Coq Arena de Tallin, Estonia. Fue la primera vez que clubes de la misma ciudad, en este caso Madrid, disputaron esta competición.
Se enfrentaron el Real Madrid Club de Fútbol, campeón de la Liga de Campeones de la UEFA 2017-18 y el Club Atlético de Madrid, campeón de la  Liga Europa de la UEFA 2017-18
Con esta victoria del Atlético, los equipos españoles han ganado 9 de las 10 últimas ediciones de este torneo. Simplificando, la década del 2010 ha sido de dominio casi absoluto por parte de equipos españoles en esta competición. Además, el Atlético impidió al Real Madrid en convertirse en el primer equipo en ganar 3 Supercopas de Europa seguidas. Adicionalmente, el Atlético de Madrid fue el primer supercampeón de Europa proveniente de la Liga Europa, seis años después de que el propio equipo colchonero alzara el título.

## Participantes
|  |  | Real Madrid C. F.  |  | Campeón de la UEFA Champions League (2017-18) |
|  |  | Atlético de Madrid |  | Campeón de la UEFA Europa League (2017-18)    |

## Desarrollo

### Sede
El A. Le Coq Arena fue la sede de la final de la Supercopa en la edición XLIII. El estadio alberga los partidos del FC Flora Tallinn y de la selección de Estonia.

## Final
| 1     | Guardameta     | Keylor Navas    |      |
| 2     | Defensa        | Dani Carvajal   |      |
| 4     | Defensa        | Sergio Ramos    |      |
| 5     | Defensa        | Raphaël Varane  |      |
| 12    | Defensa        | Marcelo         |      |
| 14    | Centrocampista | Casemiro        | 76'  |
| 8     | Centrocampista | Toni Kroos      | 102' |
| 22    | Centrocampista | Isco            | 83'  |
| 11    | Delantero      | Gareth Bale     |      |
| 9     | Delantero      | Karim Benzema   |      |
| 20    | Delantero      | Marco Asensio   | 57'  |
| D. T. | D. T.          | Julen Lopetegui |      |

| 13    | Guardameta     | Jan Oblak         |       |
| 20    | Defensa        | Juanfran          |       |
| 15    | Defensa        | Stefan Savić      |       |
| 2     | Defensa        | Diego Godín       |       |
| 21    | Defensa        | Lucas Hernández   |       |
| 11    | Centrocampista | Thomas Lemar      | 90+1' |
| 14    | Centrocampista | Rodri             | 71'   |
| 8     | Centrocampista | Saúl Ñíguez       |       |
| 6     | Centrocampista | Koke              |       |
| 19    | Delantero      | Diego Costa       | 109'  |
| 7     | Delantero      | Antoine Griezmann | 60'   |
| D. T. | D. T.          | Diego Simeone     |       |

| 10 | Centrocampista | Luka Modrić   | 57'  |
| 24 | Centrocampista | Dani Ceballos | 76'  |
| 17 | Delantero      | Lucas Vázquez | 83'  |
| 21 | Delantero      | Borja Mayoral | 102' |

| 10 | Delantero      | Ángel Correa       | 60'   |
| 23 | Centrocampista | Vitolo             | 71'   |
| 5  | Centrocampista | Thomas Partey      | 90+1' |
| 24 | Defensa        | José María Giménez | 109'  |

| 27' · 63' | Karim Benzema Sergio Ramos | 1:1 2:1 |

| 1' · 79' · 98' · 104' | Diego Costa Saúl Ñíguez Koke | 0:1 2:2 2:3 2:4 |

| 35' · 54' · 90+1' · 100' · 112' | Marco Asensio Marcelo Dani Ceballos Luka Modrić Sergio Ramos |

| 61' · 62' · 105+3' | Ángel Correa Diego Costa Vitolo |

| Principal  | Szymon Marciniak   |
| Asistentes | Paweł Sokolnicki   |
|            | Tomasz Listkiewicz |
| Cuarto     | Ovidiu Hațegan     |
| Quinto     | Radosław Siejka    |

| Áreas | Paweł Raczkowski |
|       | Tomasz Musiał    |

|                    |     |     |
| Tiros              | 14  | 8   |
| Tiros a puerta     | 6   | 5   |
| Faltas             | 25  | 17  |
| Saques de esquina  | 12  | 4   |
| Penaltis           | 1   | 0   |
| Fueras de juego    | 1   | 2   |
| Posesión del balón | 54% | 46% |

| Alineación inicial |

| 1     | Guardameta     | Keylor Navas    |      |
| 2     | Defensa        | Dani Carvajal   |      |
| 4     | Defensa        | Sergio Ramos    |      |
| 5     | Defensa        | Raphaël Varane  |      |
| 12    | Defensa        | Marcelo         |      |
| 14    | Centrocampista | Casemiro        | 76'  |
| 8     | Centrocampista | Toni Kroos      | 102' |
| 22    | Centrocampista | Isco            | 83'  |
| 11    | Delantero      | Gareth Bale     |      |
| 9     | Delantero      | Karim Benzema   |      |
| 20    | Delantero      | Marco Asensio   | 57'  |
| D. T. | D. T.          | Julen Lopetegui |      |

| 13    | Guardameta     | Jan Oblak         |       |
| 20    | Defensa        | Juanfran          |       |
| 15    | Defensa        | Stefan Savić      |       |
| 2     | Defensa        | Diego Godín       |       |
| 21    | Defensa        | Lucas Hernández   |       |
| 11    | Centrocampista | Thomas Lemar      | 90+1' |
| 14    | Centrocampista | Rodri             | 71'   |
| 8     | Centrocampista | Saúl Ñíguez       |       |
| 6     | Centrocampista | Koke              |       |
| 19    | Delantero      | Diego Costa       | 109'  |
| 7     | Delantero      | Antoine Griezmann | 60'   |
| D. T. | D. T.          | Diego Simeone     |       |

| 10 | Centrocampista | Luka Modrić   | 57'  |
| 24 | Centrocampista | Dani Ceballos | 76'  |
| 17 | Delantero      | Lucas Vázquez | 83'  |
| 21 | Delantero      | Borja Mayoral | 102' |

| 10 | Delantero      | Ángel Correa       | 60'   |
| 23 | Centrocampista | Vitolo             | 71'   |
| 5  | Centrocampista | Thomas Partey      | 90+1' |
| 24 | Defensa        | José María Giménez | 109'  |

| 27' · 63' | Karim Benzema Sergio Ramos | 1:1 2:1 |

| 1' · 79' · 98' · 104' | Diego Costa Saúl Ñíguez Koke | 0:1 2:2 2:3 2:4 |

| 35' · 54' · 90+1' · 100' · 112' | Marco Asensio Marcelo Dani Ceballos Luka Modrić Sergio Ramos |

| 61' · 62' · 105+3' | Ángel Correa Diego Costa Vitolo |

| Principal  | Szymon Marciniak   |
| Asistentes | Paweł Sokolnicki   |
|            | Tomasz Listkiewicz |
| Cuarto     | Ovidiu Hațegan     |
| Quinto     | Radosław Siejka    |

| Áreas | Paweł Raczkowski |
|       | Tomasz Musiał    |

|                    |     |     |
| Tiros              | 14  | 8   |
| Tiros a puerta     | 6   | 5   |
| Faltas             | 25  | 17  |
| Saques de esquina  | 12  | 4   |
| Penaltis           | 1   | 0   |
| Fueras de juego    | 1   | 2   |
| Posesión del balón | 54% | 46% |

| Alineación inicial |

| 1     | Guardameta     | Keylor Navas    |      |
| 2     | Defensa        | Dani Carvajal   |      |
| 4     | Defensa        | Sergio Ramos    |      |
| 5     | Defensa        | Raphaël Varane  |      |
| 12    | Defensa        | Marcelo         |      |
| 14    | Centrocampista | Casemiro        | 76'  |
| 8     | Centrocampista | Toni Kroos      | 102' |
| 22    | Centrocampista | Isco            | 83'  |
| 11    | Delantero      | Gareth Bale     |      |
| 9     | Delantero      | Karim Benzema   |      |
| 20    | Delantero      | Marco Asensio   | 57'  |
| D. T. | D. T.          | Julen Lopetegui |      |

| 13    | Guardameta     | Jan Oblak         |       |
| 20    | Defensa        | Juanfran          |       |
| 15    | Defensa        | Stefan Savić      |       |
| 2     | Defensa        | Diego Godín       |       |
| 21    | Defensa        | Lucas Hernández   |       |
| 11    | Centrocampista | Thomas Lemar      | 90+1' |
| 14    | Centrocampista | Rodri             | 71'   |
| 8     | Centrocampista | Saúl Ñíguez       |       |
| 6     | Centrocampista | Koke              |       |
| 19    | Delantero      | Diego Costa       | 109'  |
| 7     | Delantero      | Antoine Griezmann | 60'   |
| D. T. | D. T.          | Diego Simeone     |       |

| 10 | Centrocampista | Luka Modrić   | 57'  |
| 24 | Centrocampista | Dani Ceballos | 76'  |
| 17 | Delantero      | Lucas Vázquez | 83'  |
| 21 | Delantero      | Borja Mayoral | 102' |

| 10 | Delantero      | Ángel Correa       | 60'   |
| 23 | Centrocampista | Vitolo             | 71'   |
| 5  | Centrocampista | Thomas Partey      | 90+1' |
| 24 | Defensa        | José María Giménez | 109'  |

| 27' · 63' | Karim Benzema Sergio Ramos | 1:1 2:1 |

| 1' · 79' · 98' · 104' | Diego Costa Saúl Ñíguez Koke | 0:1 2:2 2:3 2:4 |

| 35' · 54' · 90+1' · 100' · 112' | Marco Asensio Marcelo Dani Ceballos Luka Modrić Sergio Ramos |

| 61' · 62' · 105+3' | Ángel Correa Diego Costa Vitolo |

| Principal  | Szymon Marciniak   |
| Asistentes | Paweł Sokolnicki   |
|            | Tomasz Listkiewicz |
| Cuarto     | Ovidiu Hațegan     |
| Quinto     | Radosław Siejka    |

| Áreas | Paweł Raczkowski |
|       | Tomasz Musiał    |

|                    |     |     |
| Tiros              | 14  | 8   |
| Tiros a puerta     | 6   | 5   |
| Faltas             | 25  | 17  |
| Saques de esquina  | 12  | 4   |
| Penaltis           | 1   | 0   |
| Fueras de juego    | 1   | 2   |
| Posesión del balón | 54% | 46% |

| Alineación inicial |

| 1     | Guardameta     | Keylor Navas    |      |
| 2     | Defensa        | Dani Carvajal   |      |
| 4     | Defensa        | Sergio Ramos    |      |
| 5     | Defensa        | Raphaël Varane  |      |
| 12    | Defensa        | Marcelo         |      |
| 14    | Centrocampista | Casemiro        | 76'  |
| 8     | Centrocampista | Toni Kroos      | 102' |
| 22    | Centrocampista | Isco            | 83'  |
| 11    | Delantero      | Gareth Bale     |      |
| 9     | Delantero      | Karim Benzema   |      |
| 20    | Delantero      | Marco Asensio   | 57'  |
| D. T. | D. T.          | Julen Lopetegui |      |

| 13    | Guardameta     | Jan Oblak         |       |
| 20    | Defensa        | Juanfran          |       |
| 15    | Defensa        | Stefan Savić      |       |
| 2     | Defensa        | Diego Godín       |       |
| 21    | Defensa        | Lucas Hernández   |       |
| 11    | Centrocampista | Thomas Lemar      | 90+1' |
| 14    | Centrocampista | Rodri             | 71'   |
| 8     | Centrocampista | Saúl Ñíguez       |       |
| 6     | Centrocampista | Koke              |       |
| 19    | Delantero      | Diego Costa       | 109'  |
| 7     | Delantero      | Antoine Griezmann | 60'   |
| D. T. | D. T.          | Diego Simeone     |       |

| 10 | Centrocampista | Luka Modrić   | 57'  |
| 24 | Centrocampista | Dani Ceballos | 76'  |
| 17 | Delantero      | Lucas Vázquez | 83'  |
| 21 | Delantero      | Borja Mayoral | 102' |

| 10 | Delantero      | Ángel Correa       | 60'   |
| 23 | Centrocampista | Vitolo             | 71'   |
| 5  | Centrocampista | Thomas Partey      | 90+1' |
| 24 | Defensa        | José María Giménez | 109'  |

| 27' · 63' | Karim Benzema Sergio Ramos | 1:1 2:1 |

| 1' · 79' · 98' · 104' | Diego Costa Saúl Ñíguez Koke | 0:1 2:2 2:3 2:4 |

| 35' · 54' · 90+1' · 100' · 112' | Marco Asensio Marcelo Dani Ceballos Luka Modrić Sergio Ramos |

| 61' · 62' · 105+3' | Ángel Correa Diego Costa Vitolo |

| Principal  | Szymon Marciniak   |
| Asistentes | Paweł Sokolnicki   |
|            | Tomasz Listkiewicz |
| Cuarto     | Ovidiu Hațegan     |
| Quinto     | Radosław Siejka    |

| Áreas | Paweł Raczkowski |
|       | Tomasz Musiał    |

|                    |     |     |
| Tiros              | 14  | 8   |
| Tiros a puerta     | 6   | 5   |
| Faltas             | 25  | 17  |
| Saques de esquina  | 12  | 4   |
| Penaltis           | 1   | 0   |
| Fueras de juego    | 1   | 2   |
| Posesión del balón | 54% | 46% |

| Alineación inicial |

|                                        |
| Bandera de España                      |
| Campeón Atlético de Madrid 3.er título |